# Robert Danielsson
Robert Danielsson, född 28 december 1949 i Stockholm, är en svensk schackpedagog och tränare för barn. Danielsson har skrivit ett flertal böcker för nybörjare och fortsättare, varav en bok, Schack för barn, har översatts till flera språk.

## Biografi
Robert Danielsson har dubbel akademisk utbildning: mellanstadielärare vid Lärarhögskolan i Stockholm och civilekonom vid Stockholms Universitet. Åren 1971 till 1989 arbetade han heltid som frilansande schackinstruktör. Danielsson startade som schacktränare våren 1970 på Kristallens Schackklubb i Stockholm. Erfarenheterna och vidare tankar presenterade Danielsson och Lars Bergius (Hilke) för Sveriges Schackförbund, som gillade vad de såg. 1972 publicerades sedermera träningsmaterialet Brokiga blad om schack.
Hösten 1973 var Danielsson anställd hos Arboga Schackklubb, bland annat med uppdraget att ta fram ett undervisningsmaterial för sjuåringar. Detta ledde till serien På äventyr i Schacklandet (1973-78) med fyra häften (Snigeln, Igelkotten, Schackegojan och Pingvinen) där Danielsson stod för pedagogiken och Björn Johansson för teckningar, layout och produktion.  I samma veva gjorde vi häftet/miniboken Schack rätt och lätt. För bokhandeln skrev Danielsson böckerna Schack steg för steg och Knep och fällor i schack som utkom 1975. En omarbetad version, Schackskolan, släpptes 1986.
I Arboga (1973) fick Danielsson se Björn Johansson introducera bondeschack på förskolor. Det är ett sätt att lära sig och spela med några pjäserna i taget. Det ledde till att Danielsson tillsammans med tecknaren Mats Andersson skrev boken Schack för barn (1976), som även såldes utomlands och översattes till fem språk. Sveriges Television blev intresserad av upplägget i boken och anlitade Danielsson för att skriva manus till tv-serien Schack (1981-82) om åtta program med Hans Alfredson som programledare. Metoden var just bondeschack där pjäserna introducerades, en i taget, i form av dockanimation. Boken fick sedan en uppföljare med Matt! (1979) och samlingsboken Schack matt! (1987).
Danielsson arbetade åren 1971–1989 heltid med schack och höll en omfattande mängd juniorträningar på klubbar och schackläger. Det karaktäriserades av test av vad som är lätt och svårt när man lär sig och utvecklas i schack. Detta skedde på schackklubbar, skolor och läger. Totalt gjorde Danielsson över 50 veckoläger. Det senaste skedde för Stockholms Schackförbund med ukrainska flyktingbarn 2022.
Erfarenheter presenterades i flera träningsmaterial, såsom:
- Gabiö, som lär ut och tränar fem knepen för att vinna pjäser i schack: gaffel, avdragare, bindning, instängning, överlastning.
- Slutspelsserien, som lär ut grunderna i slutspel genom häftena Matt med två torn, Dam-matt, Tornmatt, Fribonde, Aktiv kung och Bondens gata.
- Caissa stege, ett heltäckande träningsmaterial för de första åren som ung schackspelare. Det består av sex steg med tre häften/blad på varje steg.
- Sjakktrappen, ett heltäckande träningsmaterial, också 6 x 3 = 18 häften, framtaget för Norges Sjakkforbund.

På slutet av 1970-talet tog Danielsson fram en fyrstegsutbildning för schacktränare och ledare. Dessa genomfördes först för några distrikt, men beställdes sedan av Sveriges Schackförbund som rikstäckande kurser.
Åren 1989–2013 arbetade Danielsson hos Teracom med utbildnings- och personalfrågor.
Efter pensionering tävlade Danielsson först internationellt i schacktävlingar för seniorer, men återvände sedan till ungdomsschacket. Tillsammans med Michael Wiander skrev Danielsson nybörjarboken Bronsdraken (2024), som planeras få fortsättningsböcker. 2024 blev Robert Danielsson hedersmedlem i Sveriges Schackförbund.